# Казахстанско-южноафриканские отношения
Казахстанско-южноафриканские отношения — двусторонние дипломатические отношения между Казахстаном и Южно-Африканской Республикой.

## Установление дипломатических отношений
Дипломатические отношения между Республикой Казахстан и Южно-Африканской Республикой были установлены 5 марта 1992 года.
Посольство Южно-Африканской Республики в Республике Казахстан было открыто в декабре 2003 года.
Посольство Республики Казахстан в Южно-Африканской Республике было открыто в декабре 2013 года. .

## Политическое сотрудничество
В 2002 году президент Казахстана Нурсултан Назарбаев принял участие во Всемирном саммите по устойчивому развитию, организованном X сессией Комиссии ООН по устойчивому развитию в Йоханнесбурге.
В 2007 году состоялся визит делегации Министерства индустрии и торговли РК в ЮАР для обсуждения путей торгово-экономического сотрудничества.
В декабре 2008 года глава правящей партии «Африканский национальный конгресс» Джейкоб Зума находился с рабочей поездкой в Казахстане. Во время пребывания в Астане он провел встречу с Президентом РК Нурсултаном Назарбаевым, в ходе которой были обсуждены перспективы двустороннего сотрудничества.
28 сентября 2010 года в столице ЮАР г. Претория состоялся первый раунд политических консультаций между Министерством иностранных дел Республики Казахстан и Министерством международных отношений и сотрудничества Южно-Африканской Республики.
10 ноября 2010 года состоялся рабочий визит ответственного секретаря МИД РК в ЮАР. 2 мая 2012 года в Астане состоялся второй раунд политических консультаций.
29 октября 2012 года заместитель министра иностранных дел РК Кайрат Сарыбаев в ходе рабочего визита в ЮАР провел встречу с Президентом ЮАР Джейкобом Зумой и передал личное послание Президента РК Нурсултана Назарбаева.
С 11 по 13 октября 2013 года в Претории состоялся третий раунд политических консультаций на уровне заместителей министров иностранных дел двух стран. В ходе встречи стороны обсудили перспективы двустороннего сотрудничества, в том числе в политической, торгово-экономической и культурной сферах.
5-6 ноября 2014 года в г. Астане состоялся 4-й раунд политических консультаций между внешнеполитическими ведомствами двух стран. Была достигнута договорённость об укреплении и развитии политического диалога на высшем и высоком политическом уровне, поощрении взаимных инвестиций и развития торгово-экономического сотрудничества.
11 ноября 2016 г. в Астане состоялся 5-й раунд политических консультаций между внешнеполитическими ведомствами двух стран. Стороны подтвердили готовность расширять сотрудничество на международной арене, консультироваться по актуальным вопросам в период председательства Казахстана в Совете Безопасности ООН, развивать взаимодействие в области обмена технологиями, науки и образования.

## Договорная база
К настоящему времени между Республикой Казахстан и Южно-Африканской Республикой заключены следующие договора:
1. Протокол о консультациях между Правительством РК и Правительством ЮАР, действующих через министерства иностранных дел (подписан в г. Претория 22 июля 2007 г.).
2. Меморандум о сотрудничестве между торгово-промышленными палатами РК и ЮАР (подписан в г. Йоханнесбург 18 июля 2007 г.).

## Торгово-экономическое сотрудничество
Товарооборот между Республикой Казахстан и Южно-Африканской Республикой за январь-декабрь 2016 года составил 35,9 млн долларов США (по данным Агентства по статистике РК).
В декабре 2015 г. в Астане открыт завод совместной компании «Казахстан Парамаунт Инжинириг» по производству военной и гражданской техники.

## Культурное сотрудничество
В рамках Всемирной выставки (ЭКСПО) '2017, прошедшей в Астане, прошли торжественные мероприятия в честь Национального дня ЮАР.

## Послы Казахстана в ЮАР
1. Т. Калиев (2014-2019)

1. К. Тумыш (2019-н/в)

## Послы ЮАР в Казахстане
- Посольство с декабре 2003 года

1. Кийтуметци Мэттьюс